# Stazione di Colle Isarco
La stazione di Colle Isarco (in tedesco Bahnhof Gossensaß) è una stazione ferroviaria posta sulla linea Brennero-Bolzano. Serve il centro abitato di Colle Isarco, frazione del comune di Brennero.

## Storia

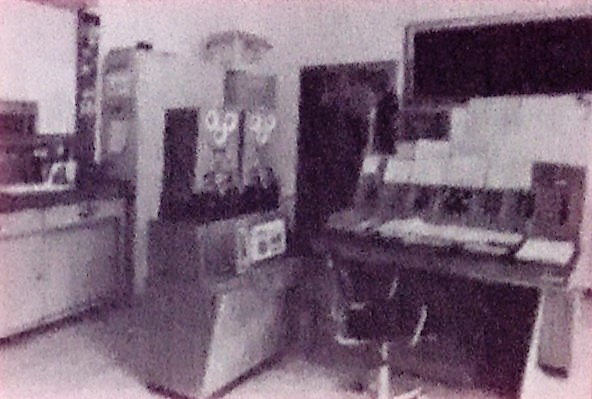
Ufficio movimento

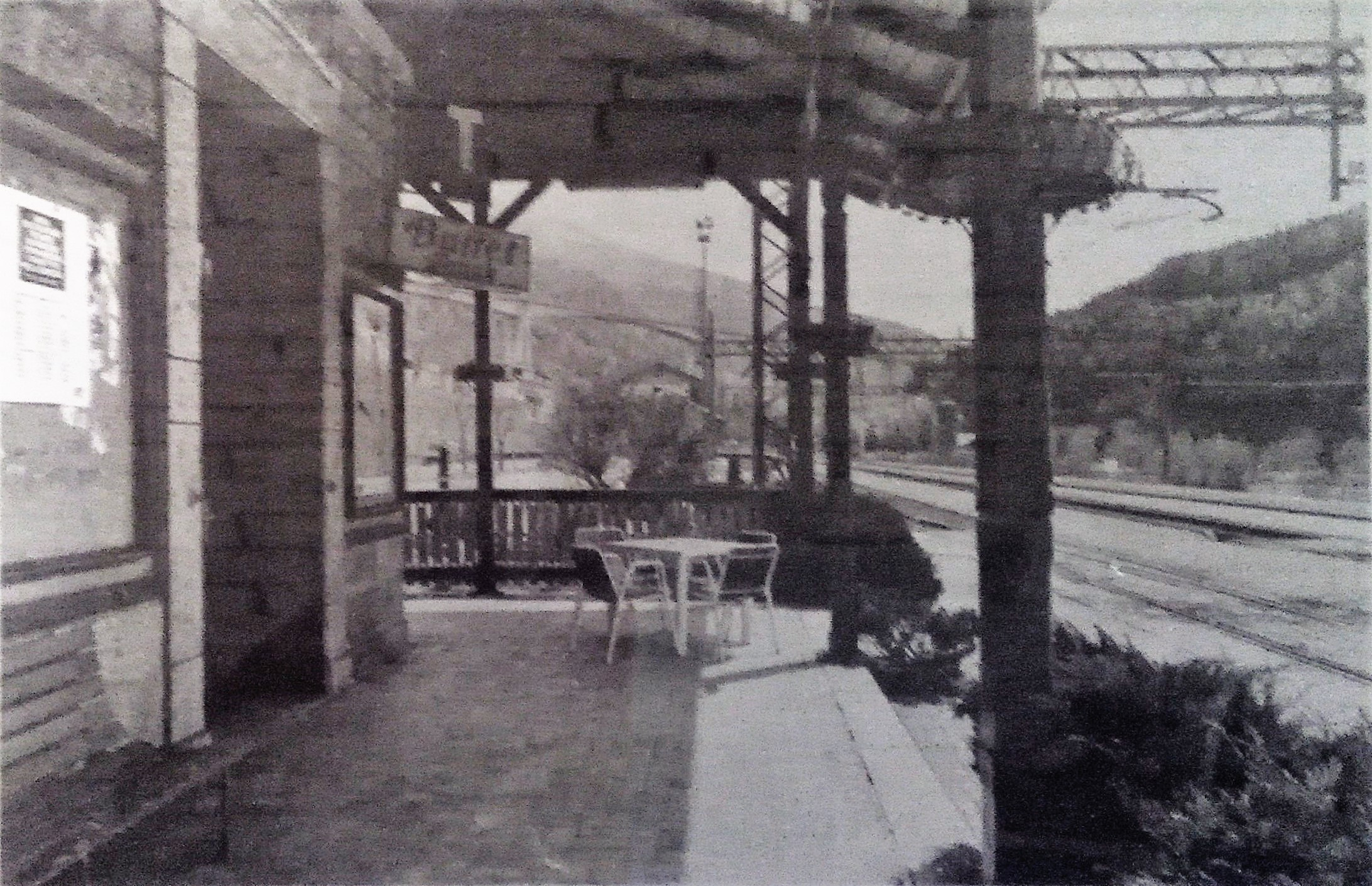
La veranda della stazione

Posizione e forma della stazione vengono determinati dal giro descritto della linea ferroviaria in Val di Fleres. Dopo l'ascesa verso il passo del Brennero la discesa nei pressi di Moncucco (Giggelberg) e la galleria con curva a Colle Isarco a questo punto si apre verso sud l'alta val d'Isarco. Subito sopra il paese assieme ad una chiesetta, realizzata su progetto di Franz de Paula Penz, alcuni alberghi e un hotel in stile della vecchia monarchia asburgica. Lo sviluppo turistico locale risale proprio ai tempi della costruzione della ferrovia così com gli impianti sciistici. All'inizio della sua costruzione la stazione ferroviaria era del IV tipo ovvero una costruzione standardizzata ed economica con una sola cuspide centrale sul lato dell'ingresso e una finestra per lato. Dopo neanche due anni dalla fine della costruzione della linea ferroviaria, ovvero nel 1869, comportò un allargamento a sud con un edificio annesso che sul lato dei binari presentava una loggia per i viaggiatori che in estate potevano attendere il treno anche all'esterno. Dal punto di vista ingegneristico l'edificio si rifà alla tipologia a due piani con i vani funzionali al piano terra e abitazioni di servizio al primo piano e nel sottotetto. Uno dei due appartamenti era occupato dalle strutture di controllo della galleria di Fleres mentre l'altro era disabitato. Per quanto riguarda i materiali di costruzione è stato utilizzato la grovacca proveniente dalla Plose. Gli angoli e la finestre sono invece bordate di calcare bianco. L'edificio annesso è di granito di Le Cave come la maggior parte delle stazioni lungo la tratta Bolzano-Brennero. L'elaborazione del legno della loggia e della struttura del tetto è molto ricca. I dettagli della muratura estern adel vecchio fabbricato dei viaggiatori, il disegno delle porte e dei bancali delle finestre così come l'esecuzione della veletta in legno sul frontone del compluvio, mostrano tuttora la qualità progettuale e esecutiva del progetto. A nord-est della stazione è tuttora presente la struttura originale per il rifornimento dell'acqua, in muratura operata con il primo piano rivestito in legno. L'originale magazzino in legno fu demolito e sostituito con un'opera muraria intonacata annessa alla stazione di rifornimento dell'acqua. Uno degli appartamenti del 1928 è ancora abitato. Nella sala di dirigenza movimento e all'entrata sono stati impianti di comando che montano relais. Nel 1999 vi è un altro ampliamento con la costruzione di un altro binario raggiungibile tramite sottopassaggio.